# 顺义天主堂
顺义天主堂，全称天主教北京教区顺义圣若翰天主堂，位于北京市顺义区南法信镇东杜兰村，隶属天主教北京教区。

## 简介
2013年6月23日（常年期第十二主日），北京教区李山主教为新落成的顺义祈祷所举行了祝福仪式。北京天主教神哲学院的修生、若瑟修女会的修女和本地及北京教区其他部分堂区的教友参加。北京天主教神哲学院院长韩文生神父、教区秘书长甄雪斌神父、西直门天主堂张洪波神父参加了共祭弥撒。顺义祈祷所此次落成的建筑，是本地教友经过十多年努力，最终在本堂鲍静坡神父的带领下建成。

## 主任司铎
1. 张洪波神父（2011年—2012年）
2. 鲍静坡神父（2012年—）[3]